# Javi García Almendro
Javier Garcia Almendro, deportivamente conocido como Javi García o simplemente Javi (Sabadell, Barcelona, España, 1 de octubre de 1969) es un exfutbolista y entrenador español. Jugaba como delantero, preferentemente como extremo o media punta. En los años 1990 jugó en la Primera División de España con el Rayo Vallecano, la UE Lleida y el RCD Espanyol. 

## Trayectoria
Javi García se formó en las categorías inferiores del FC Barcelona. La temporada 1986/87 fue campeón de la Copa del Rey y subcampeón de Liga con el equipo juvenil. La siguiente temporada fue subcampeón de ambos torneos y empezó a alternar el Juvenil A con el Barcelona Amateur.
Durante la temporada 1988/89 dio el salto al Barcelona Atlètic. Formó parte filial del cuatro años, excepto una cesión al Gimnàstic de Tarragona, en Tercera División, la temporada 1990/91. El 11 de septiembre de 1991 Johan Cruyff le hizo debutar con el primer equipo ante el Real Madrid, con motivo de la disputa del torneo amistoso Desafío Canal Plus. Su primer partido oficial con la camiseta azulgrana lo disputó el 3 de junio de 1992, con motivo de la semifinal de la Copa Generalitat. Luego participó en otro amistoso, el homenaje a Ricardo Arias en Valencia.
Ante la dificultad de hacerse un hueco en la delantera del primer equipo, el FC Barcelona prefirió darle minutos en otro equipo de Primera División. Por ello, la temporada 1992/93 se marchó cedido al Rayo Vallecano, Con el Rayo pudo debutar en la máxima categoría el 5 de septiembre de 1992. Sin embargo, su paso por el equipo madrileño estuvo marcado por las lesiones, de modo que sólo jugó veinte partidos -cinco como titular- y marcó dos goles. 
El verano de 1993 fue recuperado por el FC Barcelona y realizó la pretemporada a las órdenes de Johan Cruyff. Pero finalmente fue descartado por los técnicos, aceptando una nueva cesión, esta vez a la Unió Esportiva Lleida, que esa temporada regresaba a Primera División tras 42 años de ausencia. En el equipo ilerdense, sin embargo, todavía tuvo menos oportunidades que en Vallecas: jugó once partidos y no logró marcar. La experiencia en Lérida terminó con el descenso y Javi buscó su sitio en otro equipo catalán de Segunda, siendo cedido al Palamós CF.
En el equipo gualdiazul formó un gran tándem goleador con Puche II; este logró el Trofeo Pichichi con 21 tantos y Javi logró 14 dianas. Un poder ofensivo que no evitó el descenso de los palamosinos a Segunda B, aunque a Javi le abrió las puertas para regresar a Primera con el RCD Espanyol. Tras rescindir su contrato con el FC Barcelona, firmó por tres años con el conjunto españolista.
En su primer año como periquito se convirtió en un delantero de refresco, jugando 35 partidos, pero solo tres como titular, y anotó dos goles. Esa temporada los blanquiazules lograron clasificarse para la Copa de la UEFA al terminar la liga en cuarta posición, y conquistaron la Copa Cataluña goleando por 5-1 al FC Barcelona.
En las siguientes campañas el peso de Javi García en el equipo españolista fue disminuyendo: quince partidos y tres goles en la 1996/97 y siete partidos, sin marcar, en la 1997/98.
Tras abandonar el Espanyol, la temporada 1998/99 jugó en el Terrassa FC. El verano de 1999 fichó por otro equipo barcelonés de Segunda B, el CE L'Hospitalet. A pesar de su veteranía, en el conjunto ribereño vivió una segunda juventud, liderando un equipo que se clasificó para disputar la promoción de ascenso a Segunda División A en 2001.
Tras cuatro años como franjirrojo, la temporada 2002/03 se enroló en el Girona FC, con el que consiguió el ascenso de Tercera División a Segunda B. Siguió un año más con los gerundenses en la categoría de bronce.
En 2004 fichó por el Club Deportiu Blanes, por entonces en Regional Preferente. En el club de La Selva formó parte de un equipo histórico, que logró cuatro ascensos consecutivos, hasta jugar en Tercera División la temporada 2006/07. Finalizada esta campaña, Javi, con 38 años, colgó las botas.
Una vez retirado, la temporada 2007/08 empezó a trabajar en los banquillos, como entrenador del equipo juvenil del propio CD Blanes.
La temporada 2008/09 tomó las riendas del CD Banyoles de Tercera División, lo que supuso su debut en un banquillo de categoría nacional. Sin embargo, fue cesado tres meses después de iniciarse la temporada, cuando su equipo marchaba colista.

## Selección nacional
Nunca fue convocado por la selección española.

### Selección autonómica
En 1993 participó con la selección de Cataluña en un partido de homenaje a Ladislao Kubala. Javi tuvo una destacada actuación, dando tres asistencias de gol y marcando uno.

## Clubes
| Club                   | País   | Año       |
| ---------------------- | ------ | --------- |
| FC Barcelona C         | España | 1988      |
| FC Barcelona Atlètic   | España | 1988-1990 |
| Gimnàstic de Tarragona | España | 1990-1991 |
| FC Barcelona Atlètic   | España | 1991-1992 |
| Rayo Vallecano         | España | 1992-1993 |
| UE Lleida              | España | 1993-1994 |
| Palamós CF             | España | 1994-1995 |
| RCD Espanyol           | España | 1995-1998 |
| Terrasa FC             | España | 1998-1999 |
| CE L'Hospitalet        | España | 1999-2002 |
| Girona FC              | España | 2002-2004 |
| CD Blanes              | España | 2004-2007 |

## Palmarés

### Campeonatos nacionales
| Título               | Club                 | País   | Año  |
| -------------------- | -------------------- | ------ | ---- |
| Copa del Rey Juvenil | FC Barcelona Juvenil | España | 1987 |
| Copa Cataluña        | RCD Espanyol         | España | 1996 |